# En Sarid
En Sarid (hebr.: עין שריד) – moszaw położony w samorządzie regionu Lew ha-Szaron, w Dystrykcie Centralnym, w Izraelu.

## Historia
Moszaw został założony w 1950.

## Gospodarka
Gospodarka moszawu opiera się na intensywnym rolnictwie, sadownictwie i ogrodnictwie w szklarniach.